# O Pequeno Alquimista
O Pequeno Alquimista é uma série de televisão produzida e exibida pela TV Globo de 26 de dezembro de 2004 a 16 de janeiro de 2005, em 4 capítulos.
Baseado em obras infantis de Marcio Trigo, foi escrita por Mariana Mesquita, Claudio Lobato e Thereza Falcão, com redação final de Mariana Mesquita, direção de Ulysses Cruz, e direção geral de Marcio Trigo.

## Elenco
- Daniel Torres - João
- Maria Luiza Rodrigues - Silvana
- David Lucas - Matias
- Pamella Rodrigues - Beta
- Lima Duarte - Filolal
- Ney Latorraca - Ardrúzio
- Diogo Vilela - Trimegistus
- Alexandre Borges - Aderbal
- Paulo José - Zaratustra
- Nelson Dantas - Zaróide
- Paulo Goulart - Rei
- Luigi Baricelli - Zózimo
- Luiz Magnelli - Astrolábio
- Julia Lemmertz - Morgana
- Valéria Valenssa - Rainha
- Antônio Adder
- Bernardo Rubin
- Jorge Crespo
- Jorge Teixeira
- Ricardo Alegre

## Exibição
Foi reprisado pelo Viva de 6 a 27 de fevereiro de 2021 aos sábados na faixa das 21 horas, substituindo O Relógio da Aventura e sendo substituída pela extensão da série Mulher.

### Outras Mídias
Em 2 de outubro de 2023, foi disponibilizada na íntegra pelo Globoplay, como parte do Projeto Resgate.